# Tamura (district)
Tamura (田村郡, Tamura-gun) is een district van de prefectuur Fukushima  in Japan.
Op 1 april 2009 had het district een geschatte bevolking van 29.998 inwoners en een bevolkingsdichtheid van 152 inwoners per km². De totale oppervlakte bedraagt 197,87 km².

## Dorpen en gemeenten
- Miharu
- Ono

## Geschiedenis
- Op 1 maart 2005 smolten de gemeenten Funehiki, Ogoe, Takine,  Tokiwa en Miyakoji samen tot de nieuwe stad Tamura.

Steden:
Aizuwakamatsu · Date · Fukushima (hoofdstad) · Iwaki · Kitakata · Koriyama · Minamisoma · Motomiya · Nihonmatsu · Shirakawa · Soma · Sukagawa · Tamura

Districten:
Adachi · Date · Futaba · Higashishirakawa · Ishikawa · Iwase · Kawanuma · Minamiaizu · Nishishirakawa · Onuma · Soma · Tamura · Yama
Gemeenten per district